# Santalum insulare
Espèce
Classification APG III (2009)
Synonymes
Statut de conservation UICN

 EN A2ade : En danger
Santalum insulare est une espèce de plante à fleurs de la famille des Santalacées. C'est un arbuste ou arbre que l'on trouve dans le centre-sud du Pacifique, notamment aux îles Cook, Marquises, Pitcairn, îles de la Société et Australes .
Sept variétés sont reconnues :
- Santalum insulaire var. alticola Fosberg & Sachet – Îles de la Société
- Santalum insulaire var. hendersonense (F.Br.) Fosberg & Sachet – Île Henderson (Îles Pitcairn)
- Santalum insulaire var. insulare – Miti'aro (Îles Cook), îles de la Société et îles Australes
- Santalum insulaire var. marchionense (Skottsb.) Skottsb. – Marquises
- Santalum insulaire var. margaretae (F.Br.) Skottsb. – Rapa Iti (Îles Australes)
- Santalum insulaire var. raiateense (J.W.Moore) Fosberg & Sachet – Raiatea (Îles de la Société)
- Santalum insulaire var. raivavense F.Br. Raivavae (îles Australes)